# Montouto (Abegondo)
Montouto (llamada oficialmente Santa Cristina de Montouto) es una parroquia española del municipio de Abegondo, en la provincia de La Coruña, Galicia.

## Organización territorial
La parroquia está formada por quince entidades de población, constando once de ellas en el nomenclátor del Instituto Nacional de Estadística español:
- Ar
- As Carballás
- A Taberna Nova
- Campo do Monte (O Campo do Monte)
- Casanova (A Casanova)
- Couto (O Couto)
- Couto do Medio (O Couto do Medio)
- Fraga (A Fraga)
- Franco (O Franco)
- Nogueiras (As Nogueiras)
- O Empalme
- Pazo (O Pazo)
- Quintán
- San Bartolomeu
- Santín

## Demografía
| Gráfica de evolución demográfica de Montouto entre 2000 y 2018 |
|                                                                |
| Datos según el nomenclátor publicado por el INE.               |